# Sopwith Triplane
Die Sopwith Triplane war ein von der Sopwith Aviation Company gebautes einsitziges britisches Jagdflugzeug des Ersten Weltkrieges und der erste in Serie hergestellte Kampfdreidecker.

## Entwicklung
Die Entwicklung des später aufgegebenen L.R.T.Tr.-Projekts für einen dreisitzigen Dreidecker brachte Harry Hawker, Testpilot und Konstrukteur bei Sopwith, auf die Idee, parallel auch einen einsitzigen Dreidecker zu entwerfen. Die Maschine beruhte mit Ausnahme der drei Tragflächen fast vollständig auf der so einfach und wie zweckmäßig konstruierten Sopwith Pup und wurde von einem 110 PS (81 kW) Clerget 9Z-Umlaufmotor angetrieben. Die drei stark vorwärts gestaffelten Flügel hatten etwa die gleiche Spannweite wie die der Pup, waren alle mit Querrudern versehen und auf jeder Seite einstielig von einer durchgehenden Strebe mit breitem horizontalen Durchmesser miteinander verbunden.
Als Hawker am 28. Mai 1916 mit dem Prototyp zum Erstflug startete, erstaunte er seine Zuschauer bereits nach drei Minuten mit drei aufeinanderfolgenden Loopings und bewies damit, dass die Triplane hinsichtlich der Manövrierbarkeit der Pup in nichts nachstand.
Obwohl das Flugzeug ohne offiziellen Auftrag und auf eigene Initiative entwickelt worden war, erfolgte bereits am 2. Juni ein erster Testflug durch Flight-Lieutenant L.H. Hardstaff, einen namhaften Piloten des Air Departments der Admiralität, der noch einige kleinere Verbesserungen vornehmen ließ. Der Royal Naval Air Service (RNAS) bestellte mehrere Prototypen mit unterschiedlicher Motorisierung, übernahm das Flugzeug als Nummer N500, ließ es mit einem synchronisierten 7,7 mm Vickers-Maschinengewehr bewaffnen und bereits im Juli 1916 von der "A" Naval Squadron des 1st Naval Wing, RNAS in Dünkirchen erproben. Dort bestätigte die Sopwith Triplane ihre Tauglichkeit als überaus wendiges und steigfähiges Jagdflugzeug mit guter Sicht für den Piloten. Der zweite Prototyp N504, der zusammen mit der N500 geordert und 130 PS (96 kW) Clerget 9B-Motor bestückt worden war, bewies beim Erstflug am 26. August 1916 eine noch bessere Steigfähigkeit und ging am 14. November 1916 ebenfalls nach Dünkirchen zur Erprobung.

## Produktion
Zwischen Juli 1916 und Januar 1917 orderte die Admiralität weitere 140 Triplanes bei drei Herstellern:
- bei Sopwith wurden 75 Triplanes (N9420-N5494) bestellt,
- Clayton & Shuttleworth Ltd. in Lincoln sollten 40 Flugzeuge (N9350-N5389) liefern.
- Am 1. Januar 1917 erhielten auch die Aero Works der Oakley Ltd. in Ilford/Essex anstelle der dort im Monat zuvor bestellten Sopwith 1½ Strutter einen Vertrag zur Lieferung von 25 Sopwith Triplanes (N5910-N5934).

Während dieser Zeit, als bereits die Planung der alliierten Großoffensiven an der Aisne und bei Arras anlief, waren die deutschen Albatros-Jagdflugzeuge an der Westfront im Begriff, die Luftherrschaft zu erobern. In einem Brandbrief hatte Generalmajor Generalmajor Hugh Trechnard, der Befehlshaber des Royal Flying Corps (RFC) in Frankreich, bereits am 29. September 1916 den britischen Oberbefehlshaber General Haig und das War Office vor dem Erscheinen überlegener deutscher Jagdflugzeuge und dem Verlust der alliierten Luftherrschaft gewarnt und dringende Verstärkungsmaßnahmen gefordert. Auf der Suche nach einem schlagkräftigen Kampfflugzeug trat das RFC in Wettbewerb mit der Admiralität, indem es nach der intensiven Erprobung einer RNAS-Triplane in Martlesham Heath seinerseits 106 Dreidecker bei Clayton & Shuttleworth bestellte. Der Beschaffungskonflikt fiel in die Zuständigkeit des als Vermittlungsstelle zwischen beiden Teilstreitkräften agierenden Air Board, welches im Februar 1917 schließlich einen Kompromiss herbeiführte: Die Admiralität übernahm die Triplane-Bestellung des Heeres im Tausch gegen ihre 120 bestellten französischen SPAD-Einsitzer; so dass sämtliche Triplanes ausschließlich dem RNAS zufielen und dafür sämtliche SPADs ausschließlich an das RFC gingen.
Zur Vorbereitung der Serienfertigung übergab Sopwith Aviation die Triplane N9420 als Vorbildmodell an Clayton & Shuttleworth, das seine erste Triplane am 2. Dezember 1916 auslieferte. Beide Firmen arbeiteten die Aufträge des RNAS zuverlässig ab, doch die im Flugzeugbau noch unerfahrene Firma Oakley geriet in Produktionsschwierigkeiten.
Sollten im Frühjahr die Bestellungen noch auf 400 Flugzeuge aufgestockt werden, wurden diese deutlich reduziert, nachdem im Juni 1917 bereits leistungsfähigere Jagdflugzeuge in Produktion gingen. Mit Sopwith wurde einvernehmlich eine Reduktion der Bestellmenge zugunsten der Lieferung des Nachfolgemodells Sopwith Camel vereinbart. Oakley Ltd., welche absehbar in Lieferverzug geriet, bot man dagegen an, den Vertrag vorzeitig aufzulösen und ihr die bisherige Produktion als Ersatzteillieferung abzukaufen. Oakley bestand jedoch auf Vertragserfüllung, lieferte aber trotz gegenteiliger Zusagen bis Oktober 1917 nur drei Triplanes (N5910-N5912) ab; daraufhin wurde deren Vertrag gekündigt und die Firma als Flugzeughersteller gesperrt.
Einschließlich der Prototypen wurden letztlich nur insgesamt ca. 150 Triplanes mit 130 PS (96 kW) Clerget 9B-Motoren plus mindestens vier Flugzeuge mit anderen Motortypen gebaut.

### Varianten
- der Prototyp N500 mit 110 PS (81 kW) Clerget 9Z-Motor
- Serienmodelle mit 130 PS (96 kW) Clerget 9B-Motor als Standardausführung
- das Serienflugzeug N5423 wurde zur Erprobung mit breiteren Tragflächen versehen, zeigte aber keine Leistungsverbesserung
- die Serienflugzeuge N533-N535 sowie die drei von Oakley gelieferten Maschinen wurden mit Doppel-MG eingesetzt
- ein Testflugzeug mit 110 PS (81 kW) Le-Rhône-Motor (Erprobung)
- zwei Prototypen N509 und N510 mit 150 PS (110 kW) bzw. 200 PS (147 kW) Hispano-Suiza-Reihenmotoren.
- Alcock A.1, aus Ersatzteilen von Flight-Lieutenant J.W. Alcock bei Wing 2 in Moudros gebauter Dreidecker

## Einsatz
Als erste Einheit wurde im Dezember 1916 die No. 1 (Naval) Squadron, RNAS unter Squadron-Commander F.K. Haskins in Furnes mit dem von den Piloten "Tripehound" (dt. "Jagdhund") oder einfach "Tripe" genannten Dreideckern ausgerüstet. Im Februar 1917 verlegte die Squadron nach Chipilly an der Somme, schoss während der Schlacht von Arras zwischen dem 22. April und dem 16. Mai 1917 bei 95 Einsätzen vier Feindflugzeuge ab und zwang elf zur Landung. Im Februar erhielt die No. 8 (Naval) Squadron in Auchel 17 Triplanes im Austausch gegen ihre Sopwith Pup, zwischen April und Mai 1917 folgten die RNAS-Squadrons 9 und 10. Als letzte kamen die RNAS-Squadrons 11 und 12 an die Reihe. Damit traf die Sopwith Triplane ausgerechnet zur Zeit des „Bloody April“ ein, als die von General Trenchard befürchteten dramatischen Verluste der alliierten Flieger ihren Höhepunkt erreichten. Vor diesem Hintergrund zeichnete sich das "B" Flight der No. 10 (Naval) Squadron aus, auch bekannt als das kanadische "Black Flight", dessen Flugzeuge mit den Namen "Black Maria", "Black Death", "Black Sheep", "Black Roger"  und "Black Prince" und mit schwarzen Motorabdeckungen versehen waren. Unter der Führung des berühmten Jagdfliegers Raymond Collishaw errang dieses Flight innerhalb von nur drei Monaten mit seinen Dreideckern 87 Luftsiege, davon gingen allein 34 auf das Konto von Collishaw mit seiner mit Doppel-MG bewaffneten "Black Maria", darunter auch der Abschuss des hochdekorierten deutschen Jagdfliegers Karl Allmenröder am 27. Juni 1917 über Zillebeke – nur einen Tag nachdem Leutnant Allmenröder Collishaws Kameraden Flight Sub-Lieutenant G. E. Nash in dessen "Black Prince" hinter den deutschen Linien zur Landung gezwungen hatte.
Abgesehen von der beim Wing 2 in Moudros stationierten und an der Salonikifront verwendeten Sopwith Triplane N5431 wurden die Dreidecker ausschließlich am Nordabschnitt der Westfront eingesetzt, darunter bis Anfang 1918 auch von einer Staffel der französischen Marine in Dünkirchen.
Seine Geschwindigkeit, Steigfähigkeit, Wendigkeit und seine außergewöhnliche Dienstgipfelhöhe verliehen dem ungewöhnlichen Jagdflugzeug deutliche Vorteile im Kampf gegenüber der deutschen Albatros D.III, die dem Dreidecker allerdings im Sturzflug und an Feuerkraft überlegen war. Um die Sturzflugeigenschaften der Triplane zu verbessern wurden nach entsprechender Erprobung mit Triplane N5440 durch das RNAS-Versuchs-Flight in Eastchurch ab Januar 1917 beim Bau die Hecktragflächen der Sopwith Pup verwendet. Der Kampfflieger Cecil Lewis schrieb: "Von allen Maschinen ist mir der Dreidecker als die beste in Erinnerung geblieben [...] Andere Maschinen waren schneller, stärker, hatten einen besseren Steigflug oder eine bessere Sicht; aber keine reagierte so freundlich wie die Triplane [...] Sie war so gut ausbalanciert, dass man sie freihändig ohne Trimmung des Höhenruders fliegen konnte, was mit anderen Flugzeugen nicht zu machen war. Sie konnte noch mehr: Man stellte den Motor auf Dreiviertelgas und das Heck weit zurück, und die Loopings konnten sich beliebig oft wiederholen. Ich habe einmal 21 Loopings hintereinander gemacht!"
Im April 1917 berichtete der erfolgreiche deutsche Jagdflieger Manfred von Richthofen, dass der aufsehenerregende neue Dreidecker das derzeit beste alliierte Jagdflugzeug an der Front sei. Mehrere Dreidecker wurden erbeutet, ausgiebig getestet und unter Regie der Flugmeisterei in Berlin-Adlershof den Flugzeugherstellern präsentiert, was bei diesen einen wahren Dreidecker-Boom auslöste. Bei den acht deutschen und vier österreich-ungarischen Flugzeugfirmen AEG, Albatros, Hansa-Brandenburg, D.F.W., Euler, Fokker, Pfalz, Roland, Sablatnig, Schütte-Lanz einerseits und Lohner, Oeffag, Österreichische Aviatik und W.K.F. andererseits entstanden 34 verschiedene Prototypen, u. a. die Albatros Dr.I, die Pfalz Dr.I und als einziges Flugzeug, das die Frontreife erreichte, die Fokker Dr.I.
Probleme bereitete die Sopwith Triplane dagegen bei Wartung und Instandsetzung:
- Durch das Anbringen der mittleren Tragfläche am Rumpf waren wichtige Bauteile wie Kraftstoff- und Öltank für einfache Reparaturen unzugänglich und erforderten im rückwärtigen RNAS-Aircraft Depot jeweils eine aufwändige Demontage der Flügel,
- ebenso belastete der im Februar 1917 für alle Maschinen angeordnete aufwändige Austausch des Heckleitwerks die Depotorganisation.
- Zunehmende Engpässe bei der Ersatzteilversorgung drückten auf die Einsatzstärke: Allein am 9. Juni 1917 waren 25 Flugzeuge nicht einsatzbereit, da sie auf Ersatzteile warteten.
- Da durch Einbau zu schwacher Verstrebungsdrähte in den 46 von Clayton & Shuttleworth gebauten Flugzeugen bei zu steilem Sturzflug die Tragflächen abzubrechen drohten wurden einige Dreidecker behelfsmäßig mit stärkeren oder zusätzlichen Drähten verspannt; endgültig abgestellt wurde dieser Mangel erst 1918 mit einer offiziellen technischen Anweisung zum Einbau weiterer Verstärkungen.
- Kritisiert wurde auch die mit nur einem MG zu schwache Bewaffnung ohne dass hier wirksam nachgebessert werden konnte, denn der Einbau eines zweiten MGs zog spürbare Leistungseinbußen nach sich und führte zu weiteren Produktionsverzögerungen.

Am 1. Mai 1917 waren 52 Triplanes im Einsatz, und weitere 22 befanden sich in den Depots. Obwohl sie sich gegen die deutschen Jagdflugzeugtypen immer noch behaupten konnten, wurden die Dreidecker zwischen Juni 1917 und Oktober 1917 Squadron für Squadron durch die Sopwith Camel im Zuge der Dritten Flandernschlacht abgelöst. Als letzte Einheit behielt die No. 1 Squadron des RNAS die Triplane noch bis Dezember 1917. Als diese schließlich ihre inzwischen veralteten Triplanes gegen die Camel tauschte, hatte sie bereits schwere Verluste als Folge des zu späten Ersatzes hinnehmen müssen.
Bis Ende 1917 wurden die verbliebenen Dreidecker noch als Fortgeschrittenen-Trainer bei der No. 12 (Naval) Squadron verwendet, auch darüber hinaus wurde der Typ noch zu Versuchs- und Ausbildungszwecken, u. a. bei der Schule für Luftkampf in Marske in Yorkshire, noch bis mindestens Oktober 1918 eingesetzt.

### Einsatzländer
Frankreich17 oder 18 Flugzeuge wurden nach Frankreich geliefert, vier Flugzeuge wurden später wieder an das RNAS zurückgegeben.
 Russlandein Flugzeug (N5486) wurde Mai 1917 zur Erprobung an die Russischen Luftstreitkräfte geliefert, später mit Skikufen ausgerüstet; von den Bolschewiki erbeutet und vermutlich als Schulflugzeug verwendet.
 Vereinigte Staatenein ausgemustertes Flugzeug (N5458) wurde im Dezember 1917 in den USA ausgestellt.

## Bilder

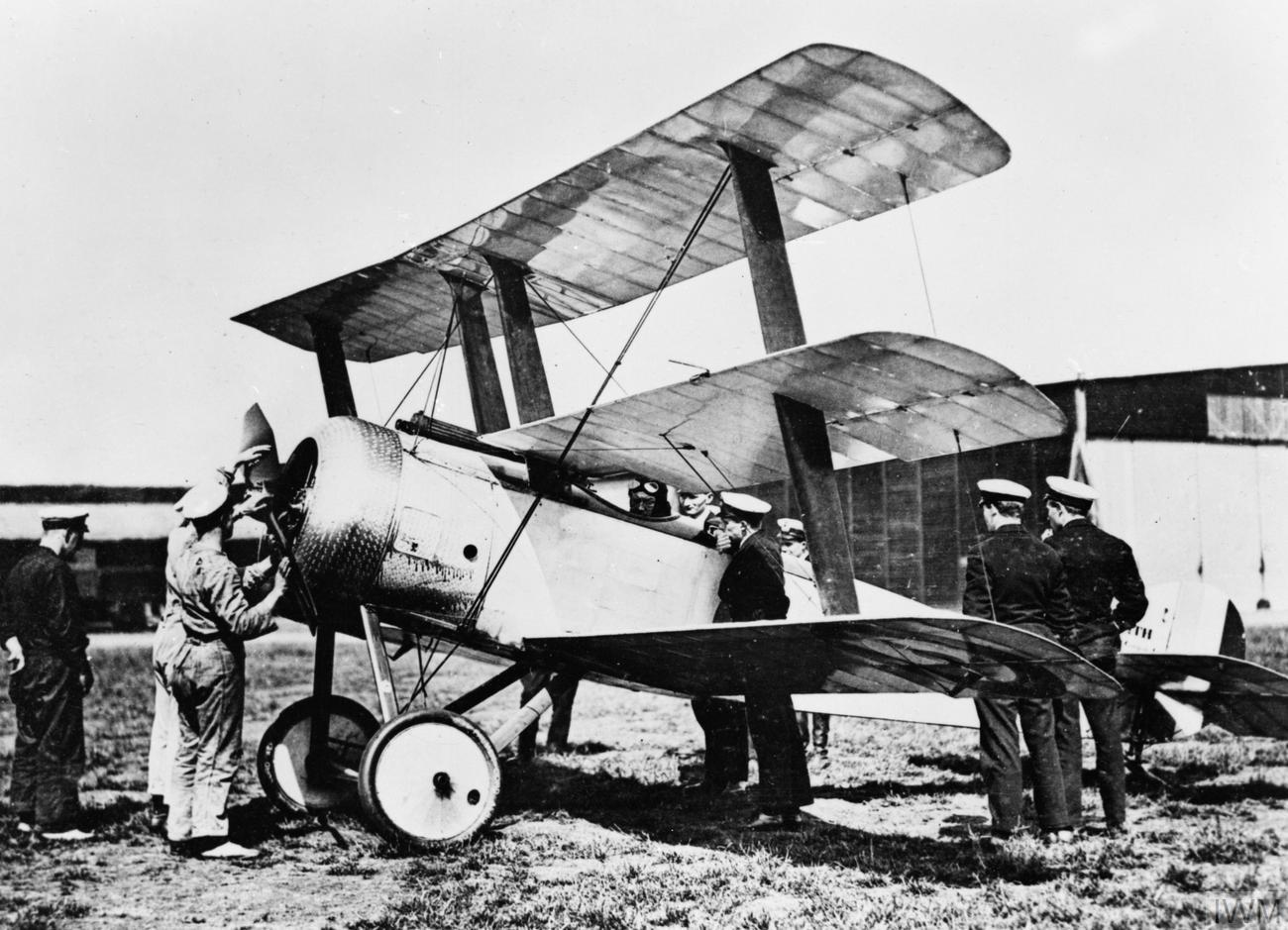
Sopwith Triplane Prototyp N500
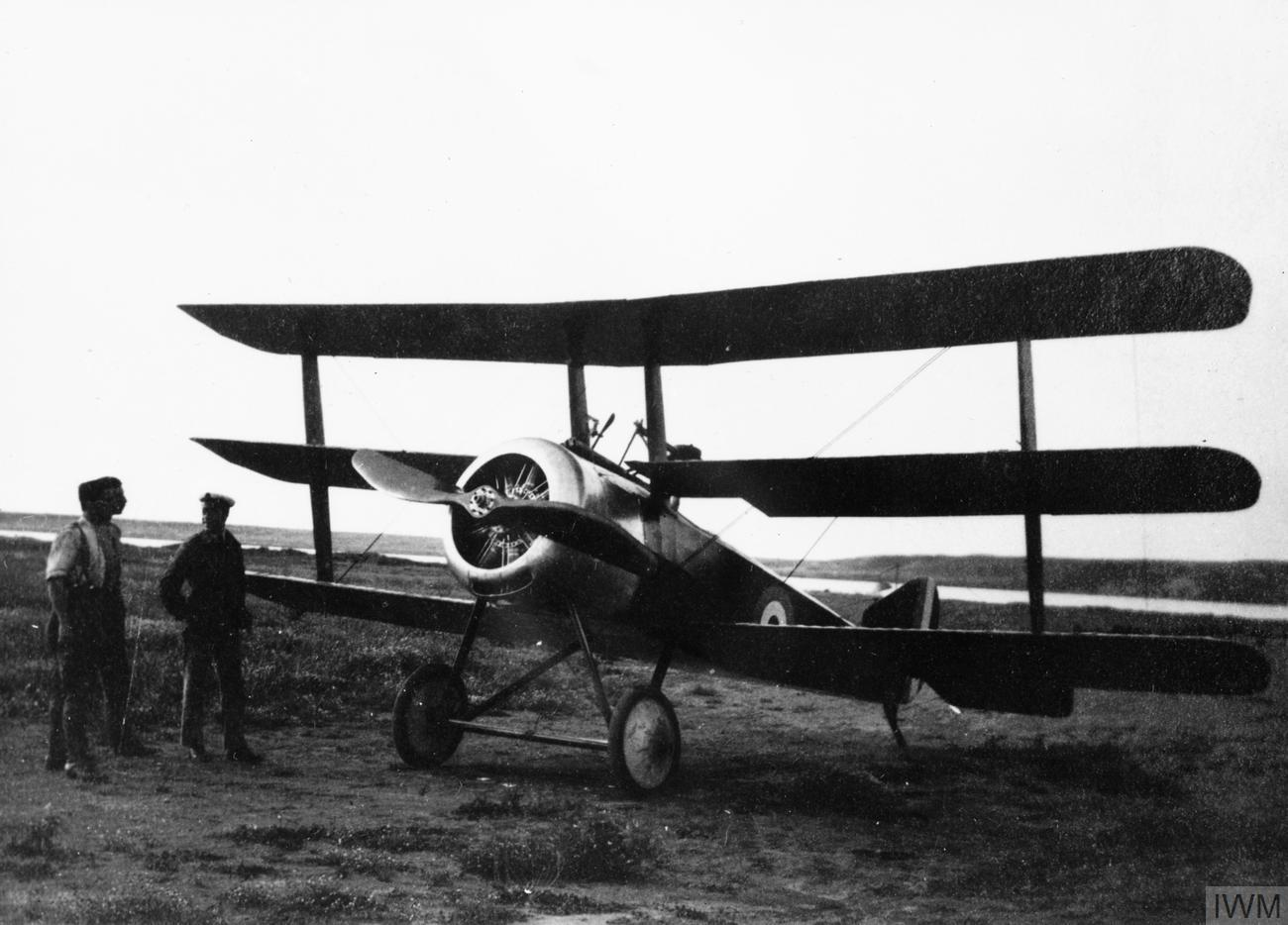
Frontansicht des Prototyps N500
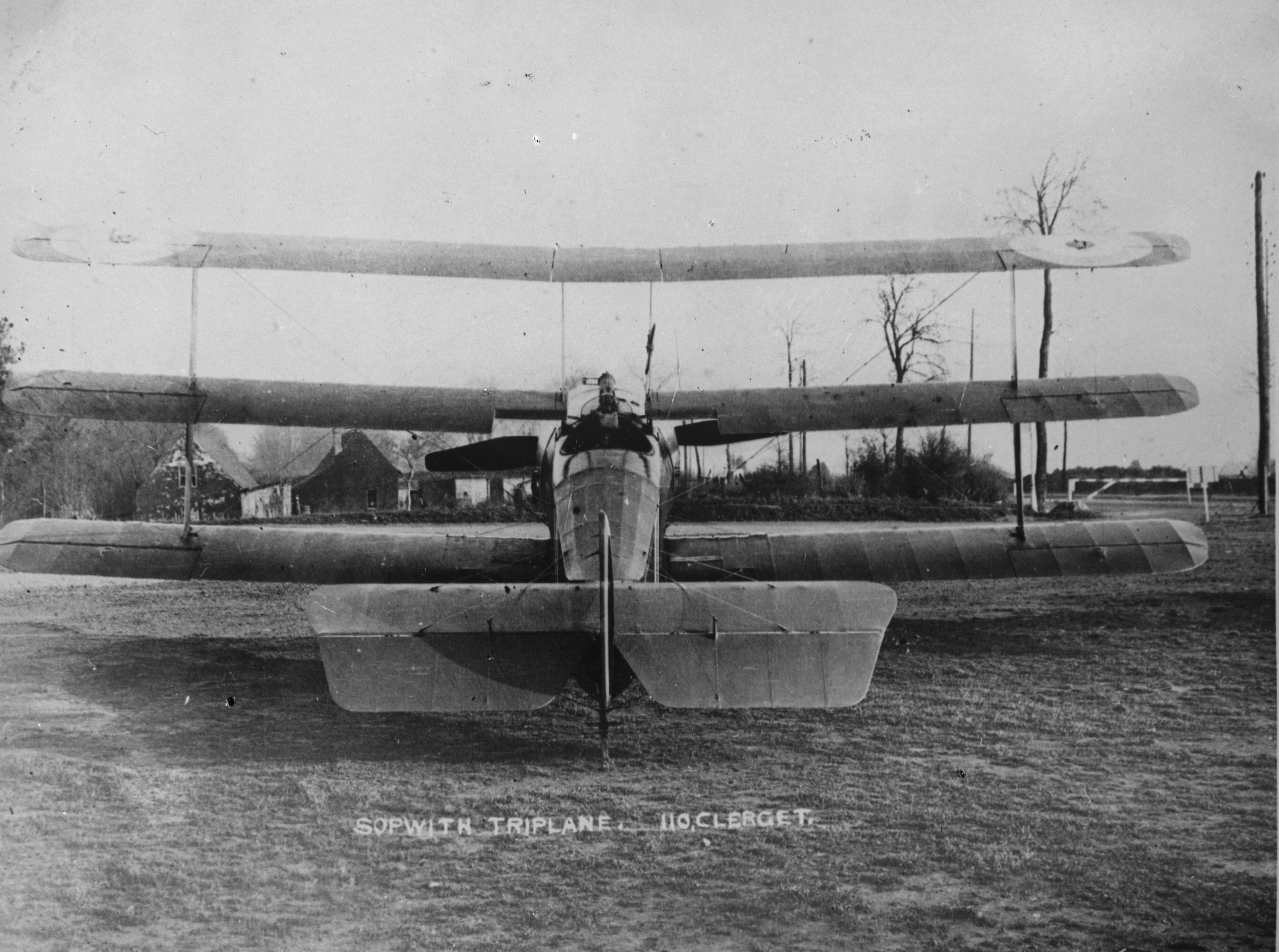
Prototyp N500 mit dem anfangs verwendeten größeren Heckleitwerk
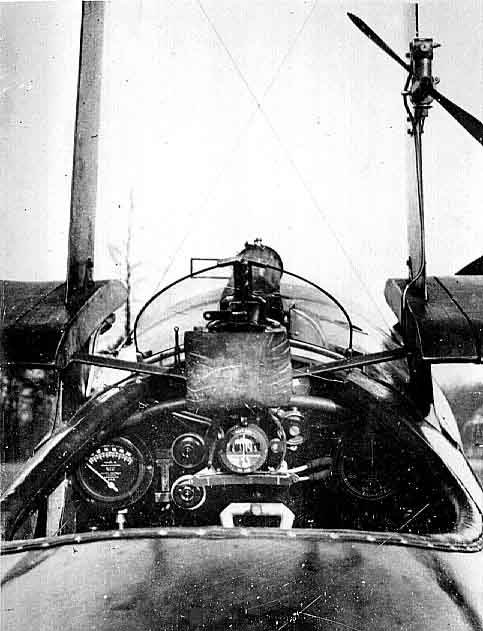
Cockpit mit Vickers-MG und Sichtschutzscheibe
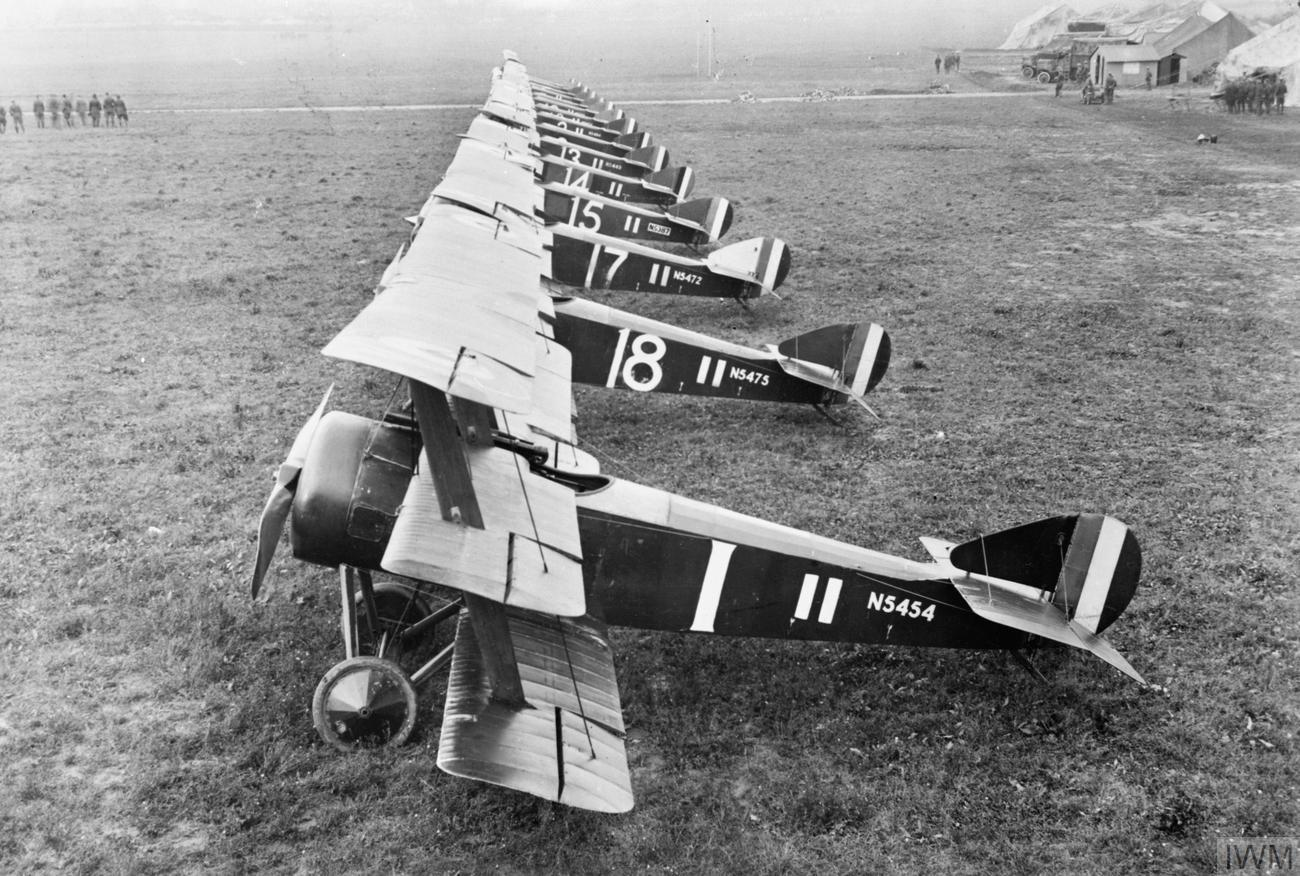
Triplanes der No. 1 (Naval) Squadron, RNAS, in Bailleul, Nordfrankreich
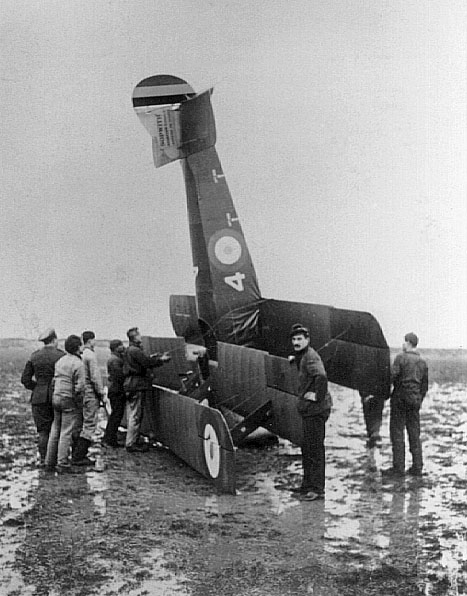
Kopfstand nach einer Bruchlandung
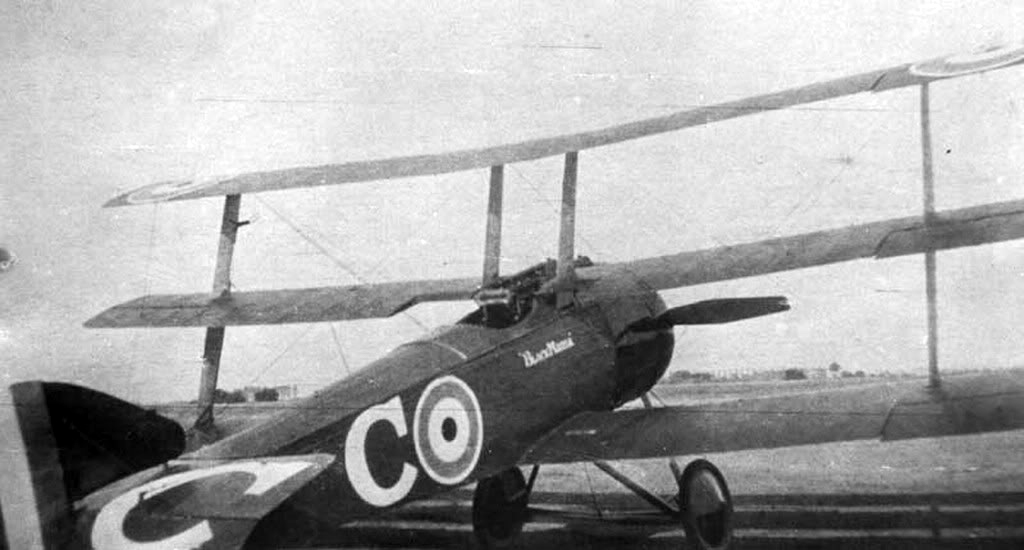
Raymond Collishaws Triplane "Black Maria" mit verkleinertem Heckleitwerk und Doppel-MG
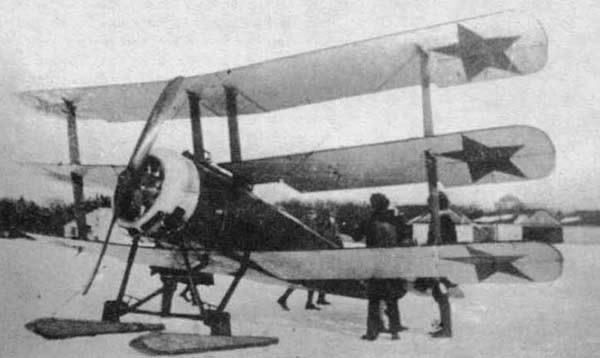
Sopwith Triplane der Roten Armee mit Skikufen
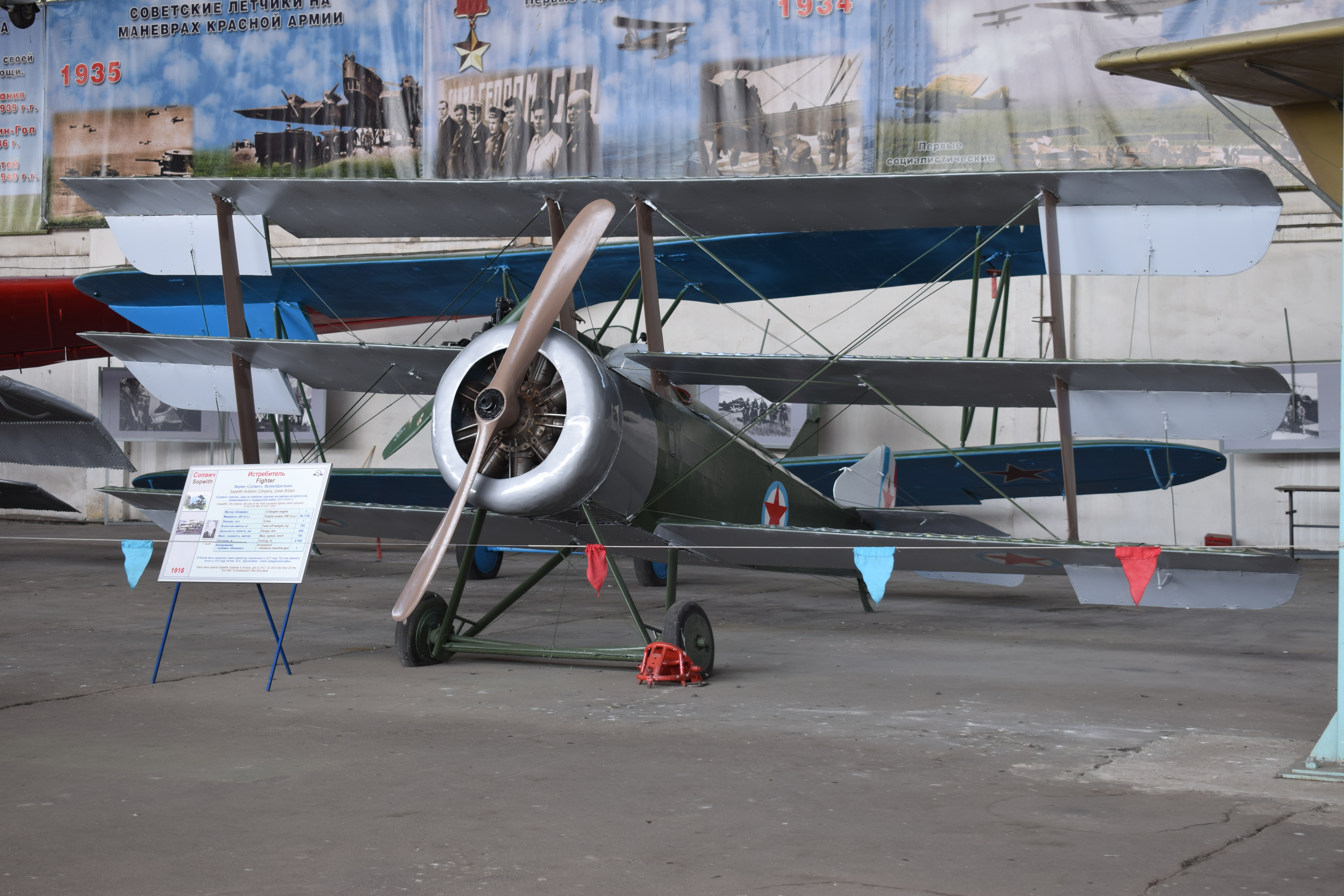
Triplane des Zentralen Museums der Luftstreitkräfte der Russischen Föderation
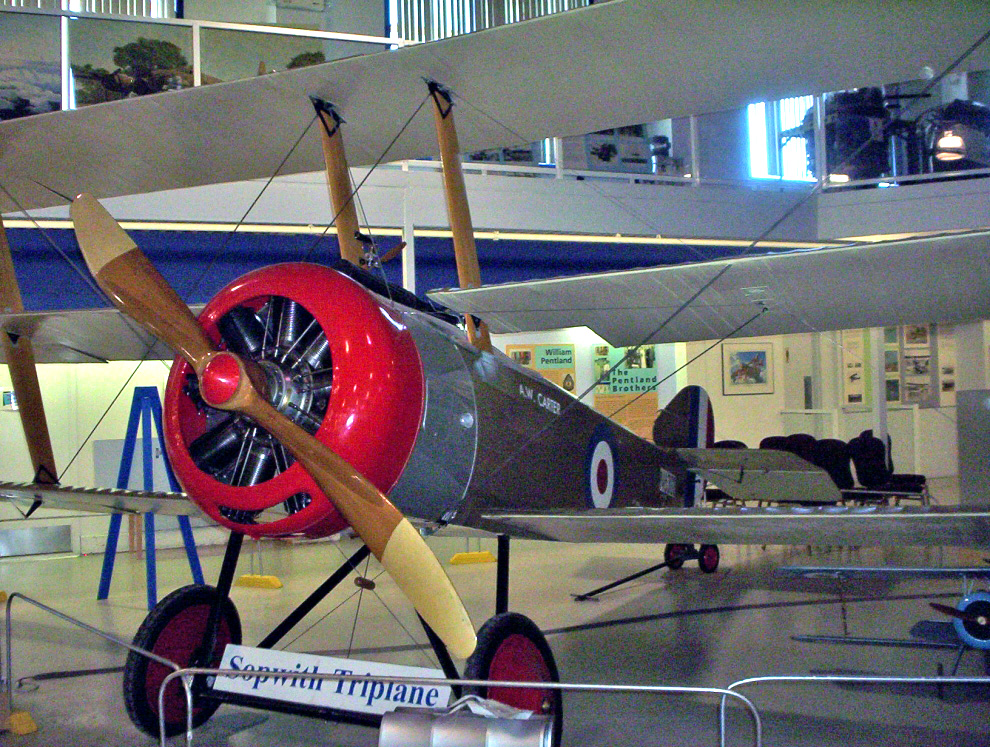
Sopwith Triplane Nachbau, Aerospace Museum in Calgary/Alberta
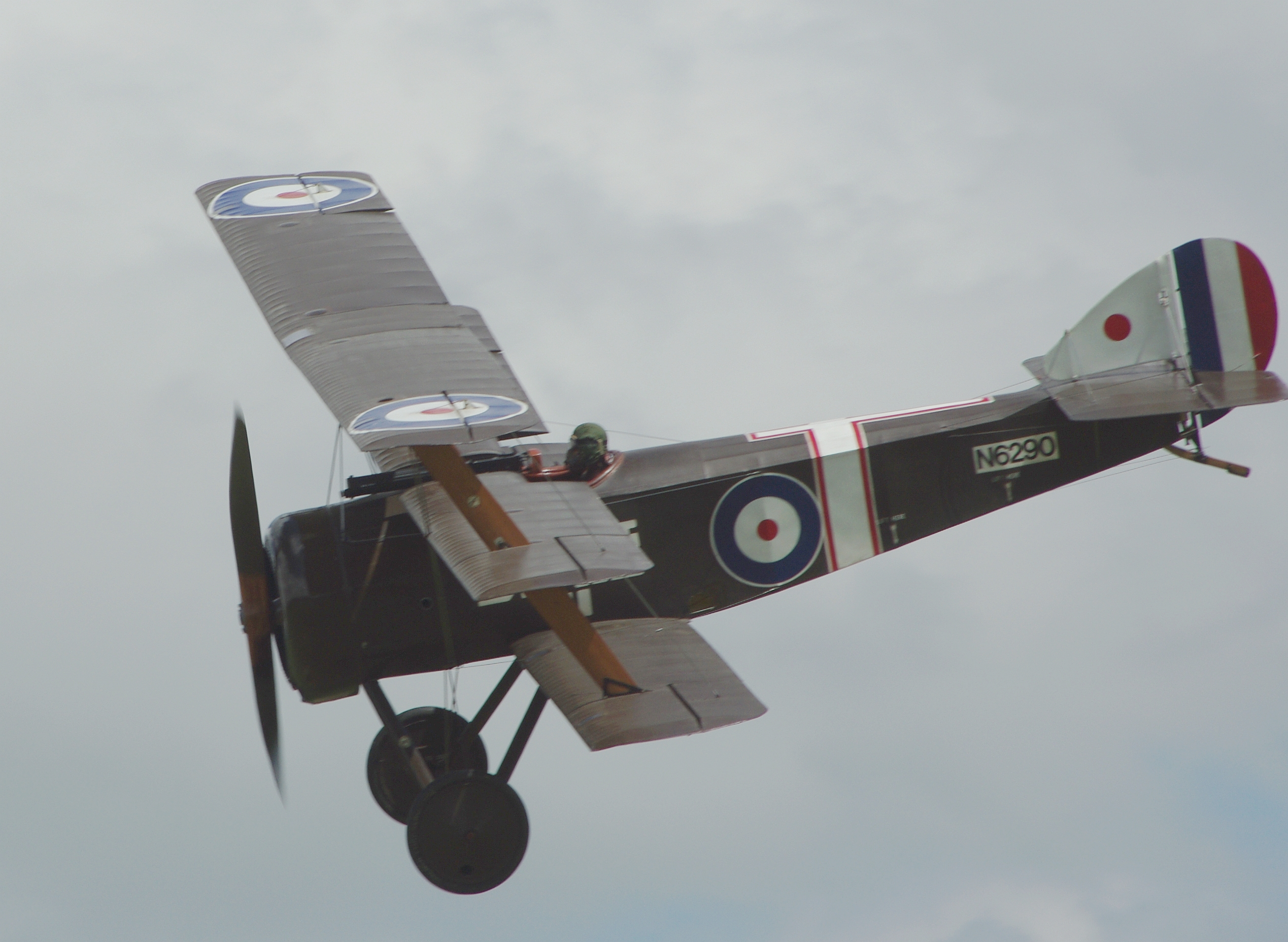
Sopwith Triplane Nachbau, Shuttleworth Collection
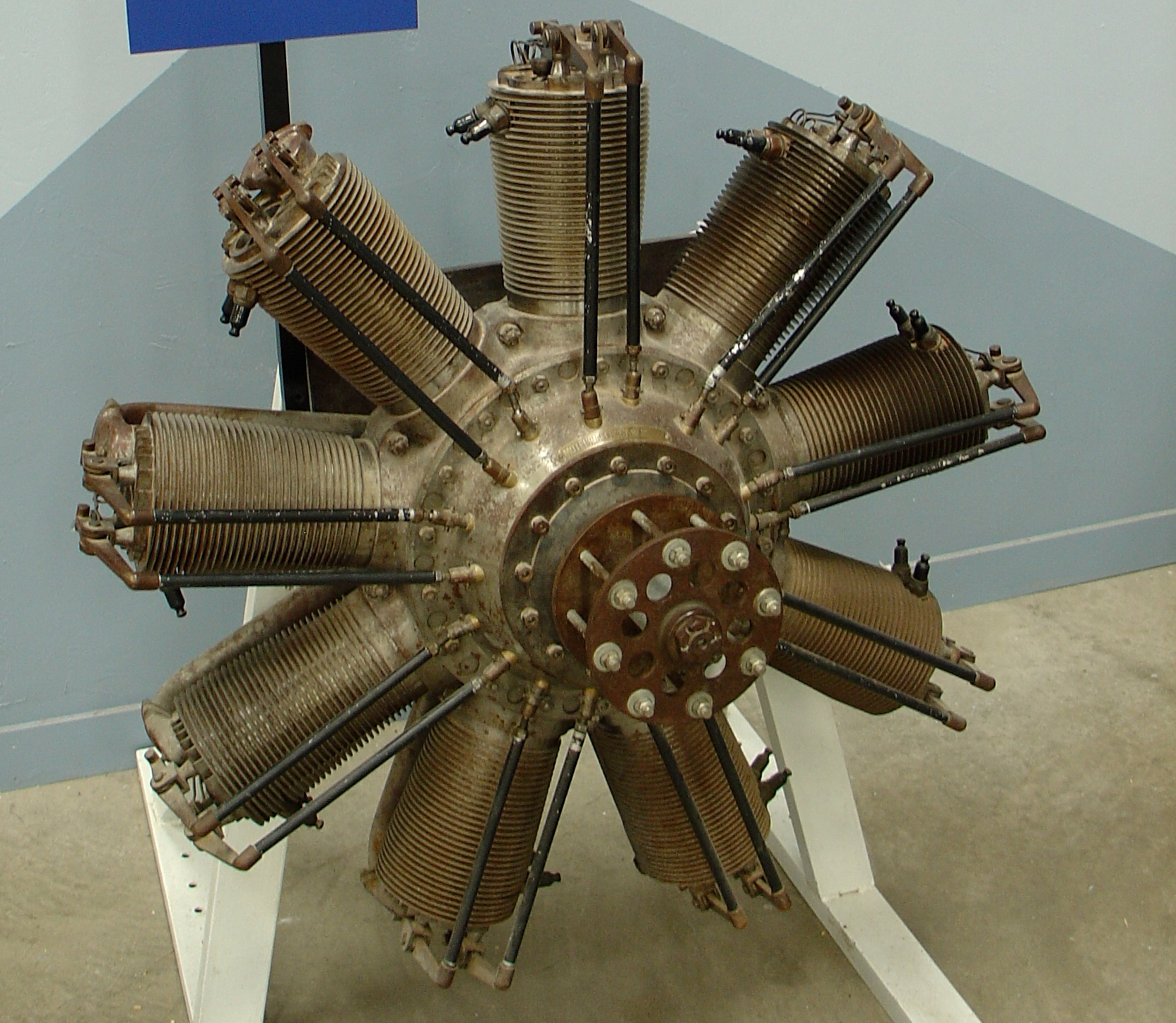
9-Zylinder-Umlaufmotor Clerget 9 B

### Erhaltene Flugzeuge und Nachbauten
Nur zwei Original-Flugzeuge sind bis heute erhalten geblieben und befinden sich in Museen. Daneben existieren verschiedene, teils flugfähige Nachbauten.
- N5912, von Oakley & Co. Ltd. gebaut und bei der No.2 School of Aerial Fighting and Gunnery in Marske eingesetzt, im Royal Air Force Museum
- N5486 im Zentralen Museum der Luftstreitkräfte der Russischen Föderation
- Der Nachbau der Sopwith Triplane N5492 befindet sich im  Aero Space Museum von Calgary
- Der Nachbau der Sopwith Triplane N6290 Dixie II von der No. 8 Naval Squadron des RNAS befindet sich im Bestand der Shuttleworth Collection auf dem Flugplatz Old Warden in Bedfordshire.
- Der Nachbau der Sopwith N6302 Triplane im Hangar-Museum in Calgary[15]

## Technische Daten

Dreiseitenansicht

| Kenngröße             | Daten                                                                                          |
| --------------------- | ---------------------------------------------------------------------------------------------- |
| Besatzung             | 1                                                                                              |
| Länge                 | 5,96 m                                                                                         |
| Spannweite            | 8,09 m                                                                                         |
| Flügelfläche          | 25,4 m²                                                                                        |
| max. Startmasse       | 643 kg                                                                                         |
| Höchstgeschwindigkeit | 186 km/h                                                                                       |
| Dienstgipfelhöhe      | 6080 m                                                                                         |
| Steigleistung         | 5 m/s                                                                                          |
| Triebwerke            | 1 × Umlaufmotor Clerget 9 B mit 130 PS (96 kW)                                                 |
| Bewaffnung            | 1 × Vickers-MG mit Scarff-Dibovsky oder Sopwith-Kauper-Synchronisationsgetriebe und 500 Schuss |

### Leistungsvergleich von Jagdeinsitzern an der Westfront, Anfang 1917
| Name             | Land                   | Motorstärke     | max. Geschwindigkeit | Startmasse | MG | Gipfelhöhe |
| ---------------- | ---------------------- | --------------- | -------------------- | ---------- | -- | ---------- |
| Sopwith Triplane | Vereinigtes Königreich | 130 PS (96 kW)  | 186 km/h             | 888 kg     | 1  | 6080 m     |
| Sopwith Pup      | Vereinigtes Königreich | 80 PS (59 kW)   | 171 km/h             | 556 kg     | 1  | 5340 m     |
| Airco DH.2       | Vereinigtes Königreich | 100 PS (74 kW)  | 150 km/h             | 654 kg     | 1  | 4265 m     |
| SPAD S.VII       | Frankreich             | 180 PS (132 kW) | 190 km/h             | 755 kg     | 1  | 5485 m     |
| Nieuport 17      | Frankreich             | 110 PS (81 kW)  | 164 km/h             | 560 kg     | 1  | 5350 m     |
| Albatros D.III   | Deutsches Reich        | 170 PS (125 kW) | 175 km/h             | 886 kg     | 2  | 6000 m     |
| Roland D.III     | Deutsches Reich        | 160 PS (118 kW) | 169 km/h             | 925 kg     | 2  | 5200 m     |
| Halberstadt D.II | Deutsches Reich        | 120 PS (88 kW)  | 150 km/h             | 720 kg     | 1  | 4500 m     |